# San José (Saragossa)
San José és un districte de Saragossa (Espanya), format només pel barri de San José. Limita amb els districtes de Centre, Universitat, Torrero-La Paz i Las Fuentes. Té una densitat de població de 17.937,104 habitants/km².

## Serveis
Les dos principals avingudes del barri són l'Avinguda de San José i l'Avinguda Tenor Fleta, on es troben la major part dels serveis.
Els parcs de Miraflores i de La Memoria formen les árees verdes del districte.

## Història
El nom de San José procedeix d'un convent amb aquest nom que es trobava a l'Avinguda de San José. L'avinguda comunicava el Centre amb Torrero.
El Ferrocarril d'Utrillas es va inaugurar a principis del segle XX i l'estació situada en el districte tenia un ús principalment miner.
L'àrea de Miraflores-Montemolín era d'ús agrícola, separada de la ciutat pel riu Huerva. En el 1932 es va crear l'Avinguda de San José i en el 1945 un nou tramvia comunica el barri amb la ciutat.
El creixement més gran del barri va passar en la dècada dels 60, amb l'arribada al barri d'imigrants procedents d'àrees rurals d'Aragó. També s'obre el traçat de Tenor Fleta, que comunica el barri amb el Centre.

## Festes
- A principis de setembre